# Ratmanova øen
 Der er for få eller ingen kildehenvisninger i denne artikel, hvilket er et problem. Du kan hjælpe ved at angive troværdige kilder til de påstande, som fremføres i artiklen.

Ratmanova øen (russisk: Oстров Ратманова, tr. Ostrov Ratmanova, også tidligere Ostrov Gvozdeva, tjuktjisk: Imelin; inuktitut: Imaqliq) er en ø i Ishavet der tilhører Rusland. Befolkningen er omkring 400 indbyggere i Ingalikmiutfolket.

## Geografi
Ratmanova øen ligger i Beringstrædet omkring 45 km sydvest for Kap Dezjnjov på Tjuktjerhalvøen i Sibirien, mellem Sibirien mod vest, Alaska mod øst, Beringshavet mod syd og Tjukterhavet mod nord. Øen udgør den vestlige del af Diomedeøerne og er Ruslands østligste punkt. Naboøen den amerikanske ø Lille Diomedeø er kun omkring 4 km væk, men er adskilt af datolinjen.
Øen er af vulkansk oprindelse og har et areal på cirka 29,1 km². Den internationale datolinje løber omkring 1,3 kilometer øst for øen. Administrativt er øen en del af Tjukotka rajon i Tjukotskij autonome okrug.

## Historie
Øerne har været beboet af inuitter i lang tid.
Øgruppen blev opdaget af den russiske opdagelsesrejsende Semjon Dezjnjov i 1648, men faldt i glemmebogen og blev genopdaget 16. august 1728 af danskeren Vitus Bering, der var i den russiske tjeneste. Øgruppen blev navngivet som Diomede øerne efter den russiske martyr Sankt Diomedes fejrede denne dato.
1867 solgte Rusland Alaska til USA og grænsen kom til at gå mellem øerne.
Efter 2. Verdenskrig sendtes beboerne på Ratmanova øen til fastlandet, fordi de havde haft kontakt med amerikanerne. I dag er nogle inuitter vendt tilbage, og har  permanent visum til at krydse grænsen, så de frit kan sejle mellem de to øer, efter aftale mellem Rusland og USA.
7. august 1987, under den kolde krig, svømmede amerikaneren Lynne Cox fra Lille Diomedeø til Ratmanova øen som en fredelig protest.
65°46′52″N 169°03′25″V / 65.781111111111°N 169.05694444444°V